# Симеон Бекбулатович
Симеон Бекбулатович или Сајин Булат († 5. јануар 1616, Симонов манастир) је био кан („кнез” или „царевић”) Касимског каната, вазалног каната Велике Московске кнежевине (1567—1573), велики кнез Русије (1574—1576) и цар Земштине (1565—1572).

## Номинелни цар Земштине
Симеон се у историји први пут појавио 1565. године, када је руски цар Иван Грозни добио право да одвоји за себе известан део државе, људи, земаља, кућа (у Москви и у другим градовима) и прихода, као свој посебни двор или Опричнину. Тада је Сајин Булат, који мало пре тога крстио и добио име Симеон Бекбулатович, проглашен за номинелног цара руских земаља које нису биле под Опричнином, тој. проглашен је за цара Земштине.
Међутим, Татари су искористили Иванов Ливонски рат са Пољацима и 1571. дошли под саму Москву и спалили њена предграђа; том је приликом изгорео и опрични двор, московско средиште Опричнине. Следеће године Опричнина је формално укинута, те су многа имања враћена претходним господарима, али је ипак главни социјално-политички резултат Опричнине остао, као што је у ствари задржана и сама установа под именом Двора. Формално укидање Опричнине ваљда је било везано са кандидатуром Грозног на пољски престо, упражњен смрћу Сигисмунда II Августа, последњег Јагелонца.
Укинувши Опричнину Иван је укинуо и Земштину, те Симеон Бекбулатович више није био номинални цар.

## Учешће у Ливонском рату
Симеон је учествовао и у Ливонском рату и истакао се због тога му је за жену додељена једна Иванова рођака, али његово ратовање није променило Иванову ратну срећу у Ливонији. На крају је Русија поражена и морала је предати и неколико Белоруских градова.

## Владавина Великом Московском кнежевином

### Долазак на престо
Последње године Ивана Грозног биле су ужасне: немајући унутрашњег мира ни политичког ни личног, мучен страхом и грижом савести он се у мрачним тренуцима тешио литерарно-политичком полемиком (са Курпским), верском са лутеранским и католичким свештеницима и различним аскетским вежбама, којима се бавио наизменце и упоредо са лудим гозбама, развратом и крвавим оргијама.
Грозни је на крају, 1574. године, незадовољан што му племство није дозвољавало да сам влада, предао власт Симеону Бекбулатовичу.

### Ток владавине
Симеон у својој владавини није имао успеха: 1576. године он у Ливонском рату губи Полоцк, Вељикије Луки, али успео је да одбрани Псков. Разлог ових пораза је што су русима погинули многи бољари и они су остали без добрих војсковођа. Овај неуспех приморава Баторија да започне — посредством апостолског нунција Антонија Посевина — преговоре за мир, али они се завршавају поражавајућим за Русе, 1582. године.
Исте те године Симеон Бекбулатович враћа Ивану власт коју је наводно имао, а Иван му у замену за титулу додељује Тверску област, коју му је одузео нови цар Фјодор 1585. године.

## Последње године
Јануара или 7. фебруара 1598. године руски цар Фјодор умире са блаженим осмехом на устима, као што је и живео. Причало се, да су анђели дошли по његову свету душу и да је он с њима говорио. На питање о наслеђу престола Фјодор је одговарао неодређено, позивајући се на божју вољу. Власт прелази на његову удову Ирену, али се она ускоро одриче престола и као велика инокиња Александра повлачи се у манастир. Земља се ипак заклела њој на верност. Уз њу је отишао у манастир, али не као калуђер, него као гост-затвореник њен брат Борис Годунов, најмоћнији бољар и доживотни Фјодоров регент, који је ослепео Симеона зато што му се супростстављао. Потребно је дакле изабрати новога цара. Борис Годинов има највише изгледа на успех, јер он стварно управља земљом већ више од десет година. Управа је прешла у руке патријарха, Борисова пријатеља, Јова, који је, без икаквог објашњења, предлагао да се Борис изабере за цара Русије, и бољарског савета Думе.
Привремена влада сазвала је земаљски сабор. Задатак сабора био је врло важан: требало је изабрати цара! Москва, која је била баштина Каљитина дома, осећала се врло чудно у овој новој, толико необичној ситуацији. Било је више кандидата, из кнежевског реда потомака легендарног Рјурика и историских Владимира Светог и Александра Невског, и потомака литванског великог кнеза Гедиминаса. Међу кандидатима је био и сам Симеон Бекбулатович, пошто је његова жена Анастазија била Иванова далека рођака. Кандидата без кнежевске титуле била су два: Фјодор Никитич Романов, брат од ујака почившег цара и глава необично популарне породице Романова, сам човек необичне лепоте, племенитог и јаког карактера и велике памети, као и Борисова највећа конкуренција; и уз њега шурак царски и доскорашњи намесник Борис Фјодорович Годунов. Не само симпатије, које је према њему имао патријарх, не само његово потајно роварење уз расипање новца међу бираче — чланове сабора и међу престонички пук, који је, природно, утицао на саборску већину, него и социјални програм Борисов и популарност, коју је уживао код средњих сталежа, који су сачињавали саборску већину, довели су Бориса на престо московски и све Русије.
Његов је успех олакшало супарништво између других великаша, који нису имали иза себе неке јаче странке са одређеним социјално-политичким програмом, него само личне котерије. Тако је Борис на концу конца био једногласно изабран иако се високо племство и свештенство изјашњава противу њега и истиче друга имена, и након тобожњег дугог одрицања и поновних молби сабора и гомиле и претње патријарха да ће на њега бацити проклетство, ако се и даље буде опирао, Борис је примио царски венац, те се неколико месеци доцније крунисао са великом раскоши и сјајем. Један од најопаснијих Борисових непријатеља био је Фјодор Никитич Романов.
Симеон се није слагао ни са новим царем Лажним Димитријем зато што је хтео да преведе руски народ у католицизам. Због тога му је одсечен језик и послат је у манастир.
Када је за цара 1613. године изабран Михаил I Фјодорович Романов Симеонови услови живота су побољшани, али му је и даље био забрањен повратак у Москву.